# 제라르 르망
제라르 르망(Gérard Mathieu Joseph Georges Leman, 1851년 1월 8일 출생 ~ 1920년 10월 17일 사망)은 벨기에의 군인 겸 외교관이고 정치가 겸 수학자이다.

## 생애
그는 제1차 세계 대전 중 리에주 전투를 지휘하였으며, 한때 이 전투 중 독일군의 포로가 되기도 하였었다. 벨기에 육군사관학교의 교수이자 벨기에 포병 대위였던 아버지의 아들로 태어났으며, 이후 그의 아버지는 벨기에 육군 소령으로 전역하였다. 그는 원래 벨기에 리에주 출생이지만 5세 시절이던 1856년에 벨기에 브뤼셀로 이주하여 이후 줄곧 브뤼셀에서 성장하였고 1867년에 벨기에 육군사관학교를 입교, 1869년에 졸업하여 소위로 임관하였다. 1870년 보불 전쟁이 발발했을 적에는 벨기에 측의 관측 군단에서 근무했으며, 1872년에 중위로 승진했다. 1882년에는 부친을 이어 벨기에 육군사관학교의 교수가 되었고, 얼마 뒤에는 교장으로 승진했다. 교장으로 근무하면서 알베르 1세의 개인 군사 교관으로 지내기도 했다. 그는 수 많은 군사 전략에 영향을 미쳤을 뿐 아니라 수학자로서도 뛰어난 자질을 가지고 있었다. 전쟁이 발발하기 전인 1914년 1월에는 리에주 요새의 지휘관으로 임명되어 독일과의 전쟁에 대비했다.

## 학력
- 벨기에 육군사관학교 졸업(1869년)
- 벨기에 리에주 시립 대학교 수학과 학사(1877년)
- 벨기에 브뤼셀 자유 대학교 행정학과 학사(1882년)